# Onosma pygmaeum
Onosma pygmaeum är en strävbladig växtart som beskrevs av Harald Harold Udo von Riedl. Onosma pygmaeum ingår i släktet Onosma och familjen strävbladiga växter. Inga underarter finns listade i Catalogue of Life.